# 構造計算用語
構造計算用語（こうぞうけいさんようご）は、建築基準法、同施行令、国土交通省告示及び『建築物の構造関係技術基準解説書』で用いられている建築物の構造計算関連の用語の一覧である。

## あ行
1次固有周期
T=0.03H （鉄骨造） T=0.02H（鉄筋コンリート造）
Hは建物高さ
液状化
構造計算では、GL-20m以浅、地下水飽和、砂質土が比較的均一な中粒砂、N値15以下の場合に検討する。
N値 (ボーリング調査)　
応答加速度スペクトル
構造物が地震波によっての最大応答値を応答スペクトルで表記したもの。
応答変位
建物に外力が加わったとき発生する変位。
帯筋比
帯筋量のRC柱断面に対する比。
{\displaystyle pw={\frac {a_{w}}{b\cdot x}}}   (0.2%-1.2%)
{\displaystyle {a_{w}}}は帯筋の断面積
温度荷重
温度差伸縮よる軸力が生じた荷重
N = ヤング係数×全面積×線膨張係数×平均温度変化

## か行
外圧係数
風荷重の係数Cpe
開口周比
{\displaystyle ={\sqrt {\frac {l_{0}\cdot h_{0}}{l\cdot h}}}}
外力分布
Ai 分布/層せん断力の分布
荷重増分解析法
柱梁材が塑性化を層せん断力を少しずつ増分して変位の関係から保有水平耐力を計算方法。
ガスト影響係数 Gf
風荷重計算時局地的な地形や地物の影響により平均風速が割り増しの地表面粗度区分及びHに応じて算出数値。
風荷重
平均風速の高さ方向の分布を表す係数とガスト影響係数と風力係数により算出数値。
割裂破壊
RC部材の付着が不完全のため鉄筋の滑りで生じる
壁量
耐力壁の合計長さのその階の壁量算定用床面積で割った数値。
間隙水圧
含水比
基準強度
コンクリートでは打設後の28日目圧縮強度を標準。
基準風速
風速は、地域の過去のデータに応じて30～46m／秒の範囲で決められた数値。
境界梁
ラーメン内で耐震壁に隣接する梁。
極限支持力
地盤又は杭の支える最大荷重。
局部崩壊
保有水平耐力計算時の崩壊メカニズムの1形
局部座屈
鋼板の圧縮材で部分的に一部が変形。
許容圧縮応力度
圧縮応力に対する許容応力度。
許容応力度計算
限界耐力計算
減衰定数
1質点系では{\displaystyle h={\frac {C}{2{\sqrt {K\cdot m}}}}}
Kはバネ定数、mは質量
剛域
部材が剛に接合されている部分/RCの柱梁のせい/4の域を示す。
剛心
偏心率の計算における剛性の中心
剛性率
階の剛性を平均剛性で割ったもの
構造特性係数構造特性係数は必要保有水平耐力の値を算出するに使用する係数(Ds)
降伏比
鋼材の「降伏点」/「引張強度」の比
固定モーメント法
節点を固定端としてモーメントを計算し部材の剛比によって分配して処理する計算方法。
固有周期
建物の振動自体の質量と剛度で決まる固有振動の際の周期。

## さ行
細粒分含有率
液状化の判定に利用する。地盤材料(粒径 75mm 未満)に含まれる細粒分(粒径 0.075mm 未満)の割合。
座屈長さ
圧縮材が座屈をして曲がる長さ。
3軸圧縮試験
土質の破壊強さ、粘着力、内部摩擦角のために側圧を変化させて測る試験。
軸方向力
軸力
地震力
Qi=Ci×Wi また Ci=Z×Rt×Ai×C0
地震地域係数
地震荷重計算において地域により決められた係数。Z =1.0から0.7まである。
地盤種別
1種から3種まであり、1種は岩盤等、3種は軟弱地盤、2種は1種及び3種以外。
終局強度極限強さや破壊強度ともいう。
重心
周面摩擦力
杭周面作用する摩擦力で正摩擦力と負摩擦力がある。
靭性
構造物や部材の粘りの強さ
振動特性係数
| T< Tc     | {\displaystyle R_{t}=1}                                          |
| Tc≦T< 2Tc | {\displaystyle R_{t}=1-0.2\left({\frac {T}{T_{C}}}-1\right)^{2}} |
| 2Tc≦T     | {\displaystyle R_{t}={\frac {1.6T_{c}}{T}}}                      |

Tは建築物の一次固有周期、Tcは地盤種別
脆性破壊
破壊に至るまでの変形能力が乏しい破壊。
積雪荷重
節点振り分け法保有耐力計算の崩壊荷重を算定するための略算法。
層間変形角
階と直上階の層間の変位を階高で割った値。
層せん断分布係数
地震時の層せん断力の分布係数でそれから上の階の荷重と固有周期により計算される。
{\displaystyle A_{i}=1+\left({\frac {1}{\sqrt {\alpha _{i}}}}-\alpha _{i}\right){\frac {2T}{1+3T}}}
塑性限界
粘性土が塑性状態から半固体に移行するときの含水比。
損傷限界
建築物の主要な構造部分に損傷を与えない限界。

## た行
耐震壁
耐力壁の内、地震力などの水平荷重に対して抵抗する壁。
耐力壁
水平荷重に抵抗する壁で　必要壁量の計算対象となる壁
たわみ
断面2次モーメント
断面の面積要素に軸からの距離の平方を乗じたものの総和
断面係数
地表面粗度区分
| 地表面粗度区分 |                                                                      |
| Ⅰ              | 都市計画区域外にあって、極めて平坦で障害がない区域                   |
| Ⅱ              | 都市計画区域外にあって地表面粗度区分Iの区域以外の区域                |
| Ⅲ              | IVの区域以外の区域のうち、海岸線又は湖岸線までの距離が500m以内の地域 |
| Ⅳ              | 都市計画区域内にあって、都市化が極めて著しい指定区域                 |

直接基礎
つりあい鉄筋比
{\displaystyle ={\frac {a_{t}}{b\cdot d}}}
土圧
塔状比

## な行
ねじりモーメント

## は行
ばね定数
ピロティ階
標準貫入試験
風圧力
変位
偏心率
ポアソン比
細長比
保有水平耐力

## ま行
摩擦係数

## や行
ヤング係数